# Sitkówka (Kielce)

Dzielnice i osiedla Kielc, Sitkówka ma na mapie nr 45

Sitkówka – południowo-zachodnia część Kielc.
Sitkówka została przyłączona do Kielc po wydzieleniu z miejscowości Sitkówka-Nowiny w 1981 r. Liczy ok. 500-600 mieszkańców. Początkowo osadnictwo występowało głównie w północnej części Sitkówki, ale w czasie industrializacji w latach 60. i 70. XX wieku, nastąpił znaczny przypływ ludności do południowej części, w związku z rozwijającym się na tym obszarze przemysłem cementowo-wapienniczym. Sitkówka zamyka się w ulicach: Charsznicka (od północy), Chorzowska (od zachodu i południa). W północnej części  występuje dość chaotyczny układ ulic, natomiast w południowej, młodszej części bardziej regularny. Znajduje się tu stacja kolejowa Sitkówka-Nowiny.
Sitkówka graniczy z:
- od północy: Słowik, Posłowice
- od południa: miejscowość Sitkówka
- od zachodu: miejscowość Trzcianki
- od wschodu: Posłowice